# Glass House Mountains
Glass House Mountains är en bergskedja i Australien. Den ligger i delstaten Queensland, omkring 64 kilometer norr om delstatshuvudstaden Brisbane.
I omgivningarna runt Glass House Mountains växer i huvudsak städsegrön lövskog. Runt Glass House Mountains är det ganska glesbefolkat, med 38 invånare per kvadratkilometer. Genomsnittlig årsnederbörd är 1 446 millimeter. Den regnigaste månaden är januari, med i genomsnitt 281 mm nederbörd, och den torraste är september, med 33 mm nederbörd.